# Къпина (плод)
Къпината е ядлив плод на растението къпина (Rubus) от рода храсти от семейство розови (Rosaceae). Съгласно ботаническата класификация плодът на капината е многокостилков, като всеки плод се състои от десетки срастнали се плодчета с миникостилки.
Плодовете съдържат 4 – 8 % захари, 0,8 – 1,4% органични киселини, витамин C, каротин и др. Използват се в прясно състояние и преработени (сиропи, сокове, нектари, компоти, конфитюри, вина и замразени). Продължителността на активно използване на растението е 12 – 15 години.
Къпините са и много добър антиоксидант. Според дългогодишни изследвания на Американския щатски департамент по земеделието (USDA), къпините заемат второто място в скалата – „Капацитет за абсорбиране на кислородни радикали“ (Oxygen Radical Absorbent Capacity) -340 (ORAC стойност на 1 г плод).

## Използване като лекарство в миналото
Къпината е използвана в миналото преди повече от 2000 години за лекуване на проблеми с червата, кашлица и висока температура. Използвани са корени, кора и листа на растението като се варят във вода. Лекувани са ухапвания, циреи и болно гърло. През 1771 г. има данни за лечение на язви с отвара от къпина.